# Machin (groupe)
Pour les articles homonymes, voir Machin.
Machin, ou Le Très Véritable Groupe Machin, est un groupe de folk rock français, originaire de Franche-Comté.

## Biographie
Le groupe est imaginé à la fin 1975 par les frères Tony et Alain Carbonare et Jean-Pierre Robert. Le groupe trouve sa formation définitive en 1976, sans Alain Carbonare, mais avec Tony Carbonare (voix, basse, synthés, psaltérion…), Jean-Pierre Robert (voix, guitares, clarinette, flûte, claviers…), Jean-Paul Simonin (voix, batterie, percussions, trompette…), et Gilles Kusmerück (voix, claviers divers, accordéon, violon…). Angel Carriqui vient compléter ce quatuor en tant que parolier : il est l’auteur de la plupart des textes. Au printemps de la même année, Thiéfaine et Carbonare décident de se rendre à Paris pour faire écouter deux démos à Hervé Bergerat, patron d'une société de production. Emballé par l'écoute des démos, Hervé signe le groupe (la société Masq, deux ans plus tard, signera le même type de contrat avec Hubert-Félix Thiéfaine). Suit immédiatement un premier album intitulé Moi, je suis un folkeux. Parallèlement, les musiciens travaillent avec Hubert-Félix Thiéfaine.  
Le deuxième album, Tout folkant, sort en novembre 1977, au moment de l’enregistrement de Tout corps vivant branché sur le secteur étant appelé à s'émouvoir, le premier album de Thiéfaine qui sortira, lui, l’année suivante, en janvier 1978. Le groupe commence ensuite à tourner fréquemment. Il se produit notamment de fin novembre à début décembre 1977 au Lapin Vert à Lausanne. Il consacre également beaucoup de temps aux concerts de Thiéfaine. C’est en 1978 que sort le deuxième album de Thiéfaine suivi, en 1979, de Râles folk, le troisième album de Machin.
En 1981 sort une compilation de Machin, suivie du troisième album de Thiéfaine. La gestion des deux groupes devient trop lourde et Machin décide d’arrêter, malgré un projet de quatrième album. Les musiciens de Machin contribuent aux albums studio de Thiéfaine jusqu’à son cinquième album en 1982, tandis que Tony Carbonare reste producteur jusqu’en 1999. En 1998, à la demande d'Hubert-Félix Thiéfaine, le groupe se reconstitue pour jouer avec lui à Bercy. Tony Carbonare décide d’arrêter de jouer avec Thiéfaine en 1999 et propose à ses amis de reprendre le groupe Machin. Ils acceptent et reprennent les répétitions.
Les vinyles n’ayant jamais été réédités en CD, le groupe sort une compilation CD de vingt-cinq titres en 2003, Le Très Véritable Groupe Machin en compile. Les quelques titres n’ayant pas trouvé place sur le CD seront en chargement gratuit sur leur site : l’intégralité du répertoire du groupe est à nouveau disponible. En 2005 sort en CD l'album live, Le Très Véritable Groupe Machin en concert. Un retour sur scène était prévu pour le printemps 2011. Des concerts prévus ont été annulés (par exemple à Montceau-les-Mines), principalement faute d'accords financiers.

## Style musical
Le groupe joue des morceaux de sa composition, mélangeant rythmique rock et instruments traditionnels. Les textes puisent autant dans le folklore traditionnel que dans la vie moderne. La quasi-totalité des chansons est parodique et humoristique, sur un ton parfois grinçant même pour les sujets sérieux, mais toujours dans un esprit truculent.

## Discographie
Source

### CDs
- 2003 : Le très véritable groupe Machin en compile (Créon Music – 5920822) (cette compilation reprend la quasi-intégralité des titres présents sur les vinyles. Les titres manquants sont disponibles en téléchargement gratuit sur le site du groupe)
- 2005 : Le très véritable groupe Machin en concert (live) (Sterne – STE 26572 2)